# Шоуто на Николаос Цитиридис
„Шоуто на Николаос Цитиридис“ е вечерно развлекателно токшоу. Водещ на предаването е Николаос Цитиридис. Предаването се излъчва от 27 януари 2020 г. до 1 декември 2023 г. по bTV.

## Сезони
| Сезон | ТВ Канал | Водещ              | Период на излъчване               | Времетраене                                             |
| ----- | -------- | ------------------ | --------------------------------- | ------------------------------------------------------- |
| 1     | bTV      | Николаос Цитиридис | 27 януари – 9 юли 2020            | всеки делник, 22:30 – 23:30                             |
| 2     | bTV      | Николаос Цитиридис | 7 септември – 31 декември 2020    | всеки делник, 22:30 – 23:30                             |
| 3     | bTV      | Николаос Цитиридис | 1 февруари – 11 юни 2021          | всеки делник, 22:30 – 23:30 и 22:30 – 23:00 (от 24 май) |
| 4     | bTV      | Николаос Цитиридис | 6 септември 2021 – 28 януари 2022 | всеки делник, 22:30 – 23:00                             |
| 5     | bTV      | Николаос Цитиридис | 31 януари – 10 юни 2022           | всеки делник, 22:30 – 23:00                             |
| 6     | bTV      | Николаос Цитиридис | 5 септември – 31 декември 2022    | всеки делник, 22:30 – 23:00                             |
| 7     | bTV      | Николаос Цитиридис | 24 февруари – 19 май 2023         | петък, 22:00 – 23:00                                    |
| 8     | bTV      | Николаос Цитиридис | 9 септември – 1 декември 2023     | петък, 22:00 – 23:00                                    |

## По-късното шоу на Николаос Цитиридис
Дигиталното продължение на „Шоуто на Николаос Цитиридис“ стартира на 24 май 2021 г. То е достъпно за зрителите на bTV Plus веднага след приключването на 30-минутното предаване в ефир. Епизодите от „По-късното шоу на Николаос Цитиридис” се излъчват от 23:00 до 23:30.